# 山江村立万江小学校
山江村立万江小学校（やまえそんりつ まえしょうがっこう）は、熊本県球磨郡山江村万江甲にある公立の小学校。

## 概要
歴史
1988年（昭和63年）に下記の山江村内の小学校本校3校および分校1校を統合の上、新設された。2023年（令和5年）に創立35周年を迎えた。
- 山江村立屋形小学校
- 山江村立大川内小学校
- 山江村立城内小学校
- 山江村立山田小学校尾寄崎分校

校地
旧・山江村立城内小学校の校地を継承している。
校訓
「和やかに、健やかに、一すじに」
校章
山江村の村花であるツツジの葉および花弁、万江川の清流を図案化したものを組み合わせて背景にし、中央に「万」・「江」・「小」の文字を配している。
校歌
作詞は福本志良、作曲は出田敬三による。歌詞は3番まであり、各番の歌詞中に校名の「万江小学校」が登場する。
通学区域
山江村のうち「第13区～第16区に属する地域」。中学校区は山江村立山江中学校。

## 沿革
旧・屋形小学校（やかた）
- 1875年（明治8年）4月 - 山江村屋形に民家を借り、仮校舎として開校。
- 1885年（明治18年）- 校舎を増築。
- 1892年（明治22年）4月1日 - 町村制施行により、球磨郡2村（山田・万江）の合併により「山江村」が発足。
- 1892年（明治25年）4月 - 「屋形尋常小学校」に改称。大川内分教場を設置。
- 1903年（明治36年）- 校舎を改築。
- 1908年（明治41年）4月 - 改正小学校令により、尋常科（義務教育年限）が4年制から6年制に改められる。尋常科5年を新設。
- 1909年（明治42年）4月 - 尋常科6年を新設。
- 1929年（昭和4年）4月 - 高等科（2年制）を併置の上、「屋形尋常高等小学校」と改称。
- 1941年（昭和16年）4月1日 - 「山江村屋形国民学校」と改称。尋常科を初等科に改める。
- 1947年（昭和22年）4月1日 - 学制改革により、新制小学校「山江村立屋形小学校」（最終名）に改組・改称。
- 1963年（昭和38年）4月1日 - 大川内分校が分離の上、山江村立大川内小学校として独立。
- 1875年（昭和50年）- 創立100周年記念式典を挙行。
- 1988年（昭和63年）3月31日 - 統合のため閉校。113年の歴史に幕を閉じた。
  - 最終所在地 - 熊本県球磨郡山江村万江乙632番地（北緯32度18分15.0秒 東経130度44分50.8秒 / 北緯32.304167度 東経130.747444度）

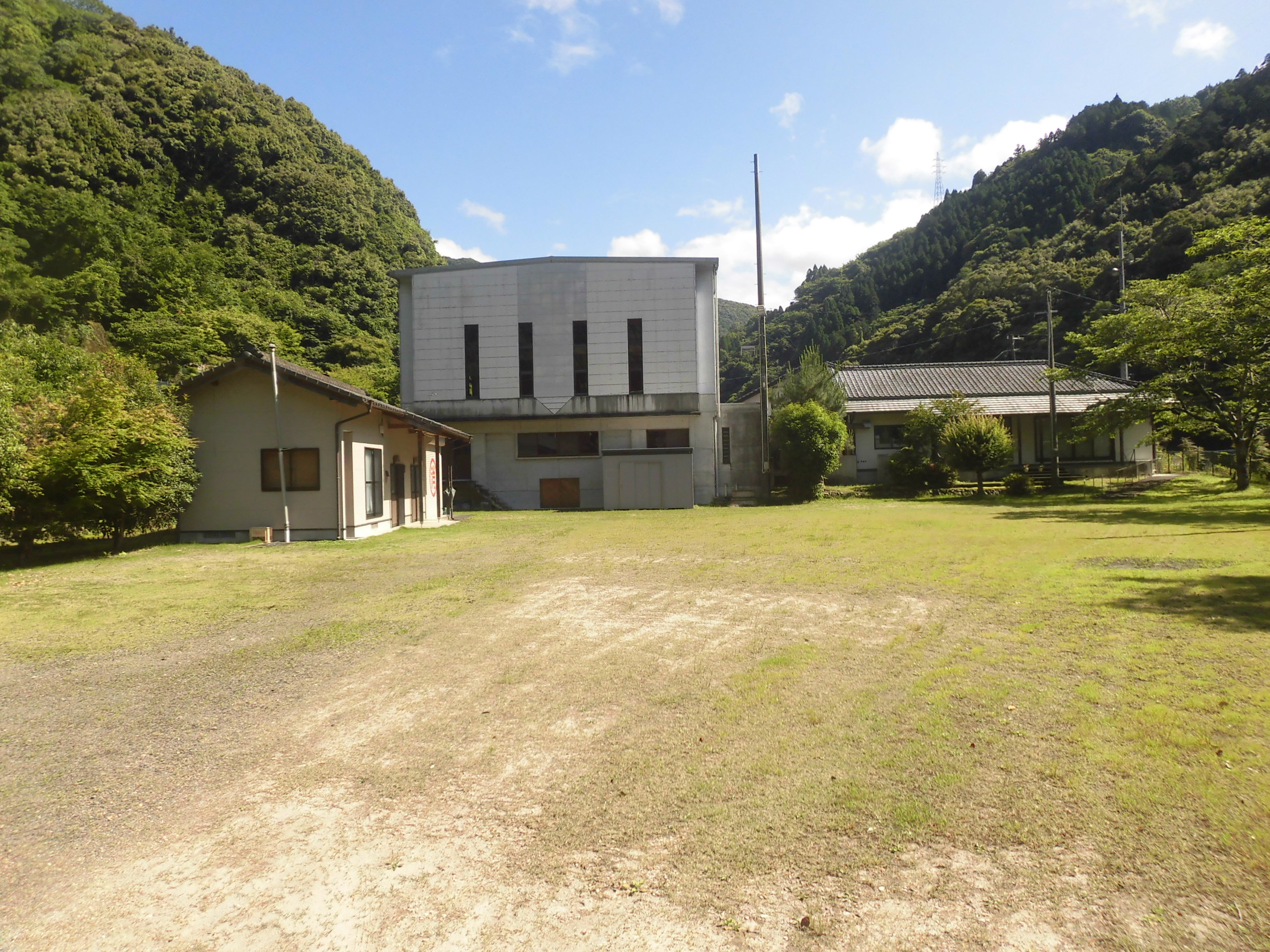
屋形小 校舎跡
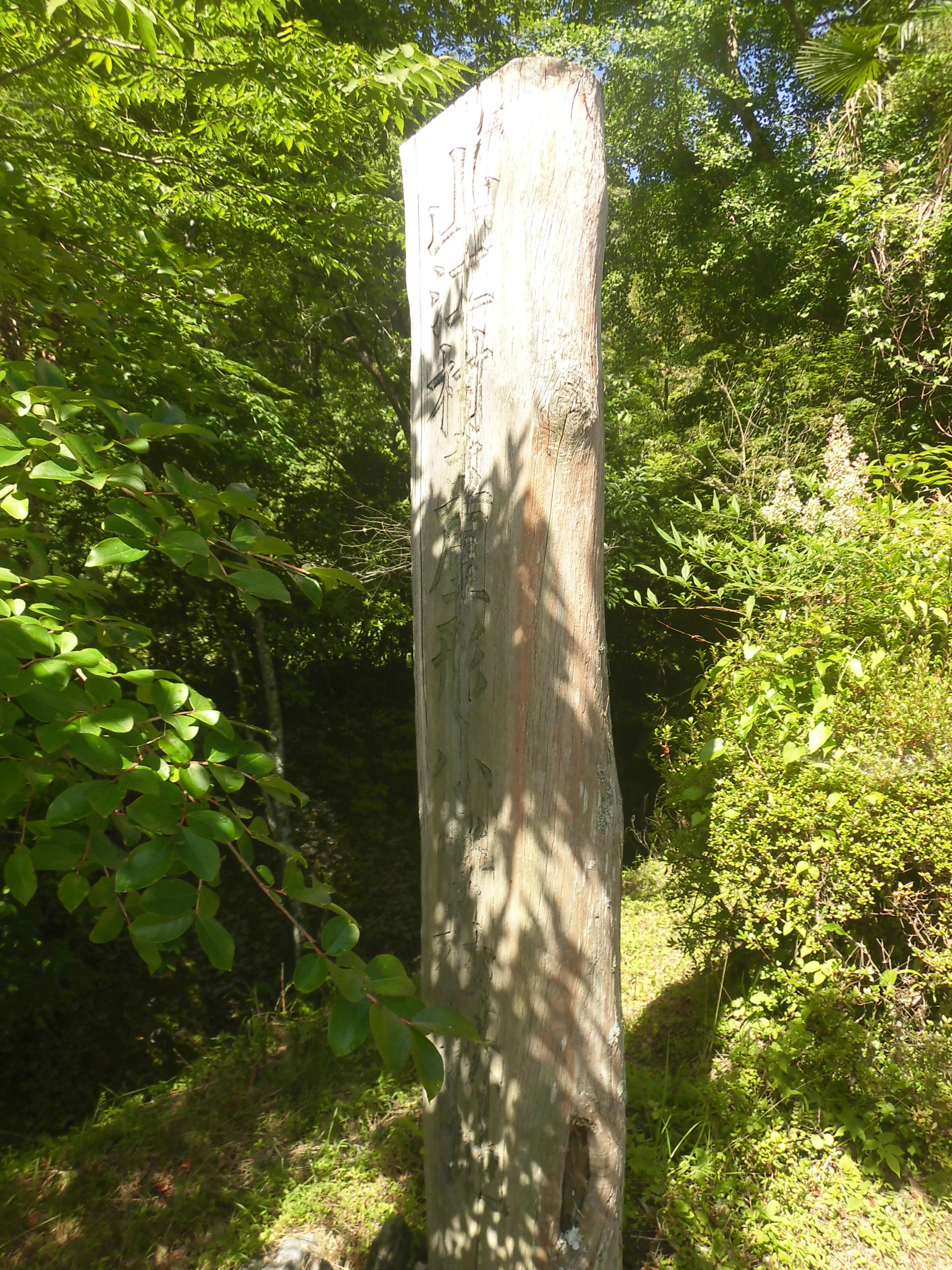
屋形小 跡碑（木製）
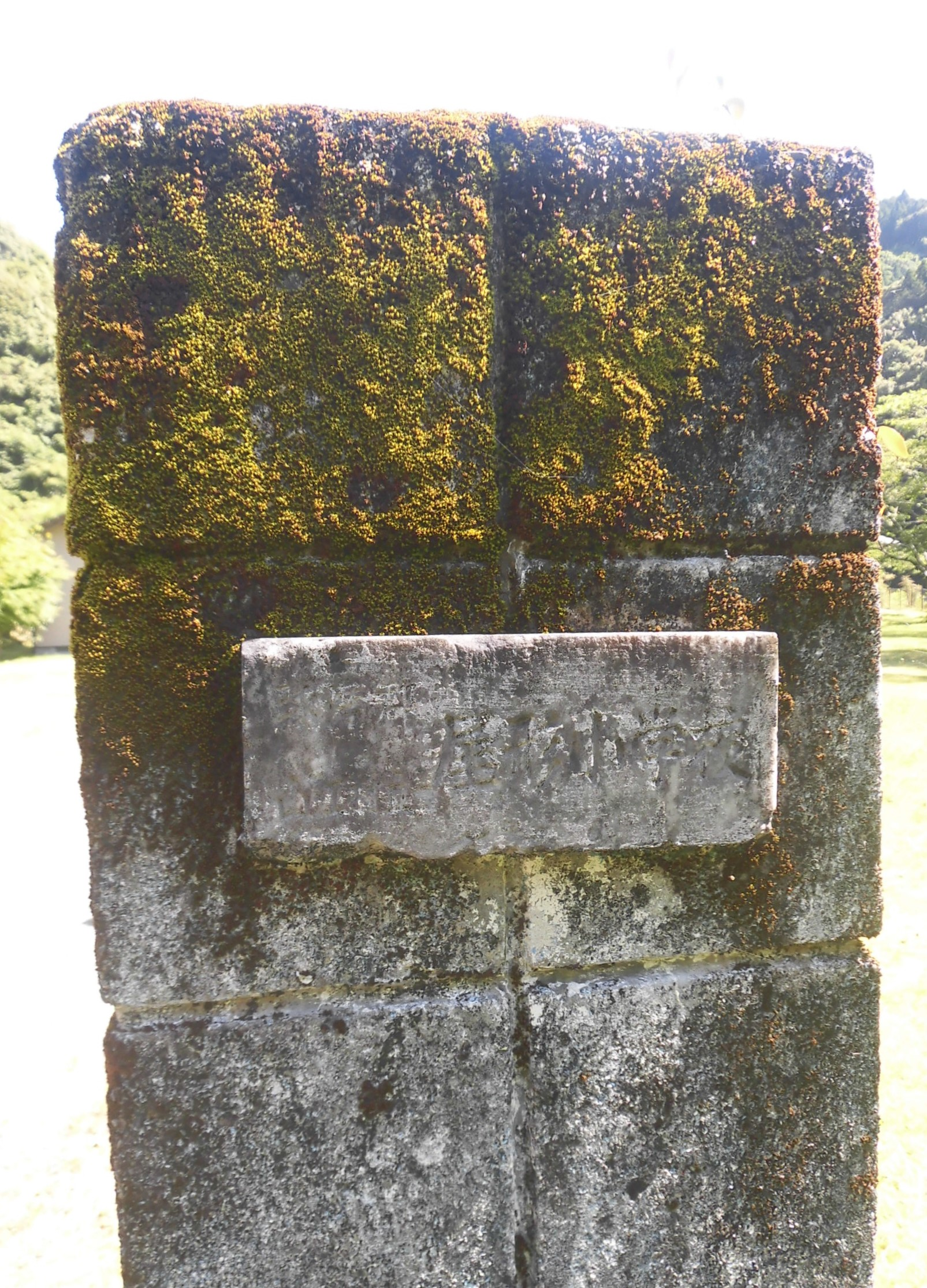
屋形小 校門門柱
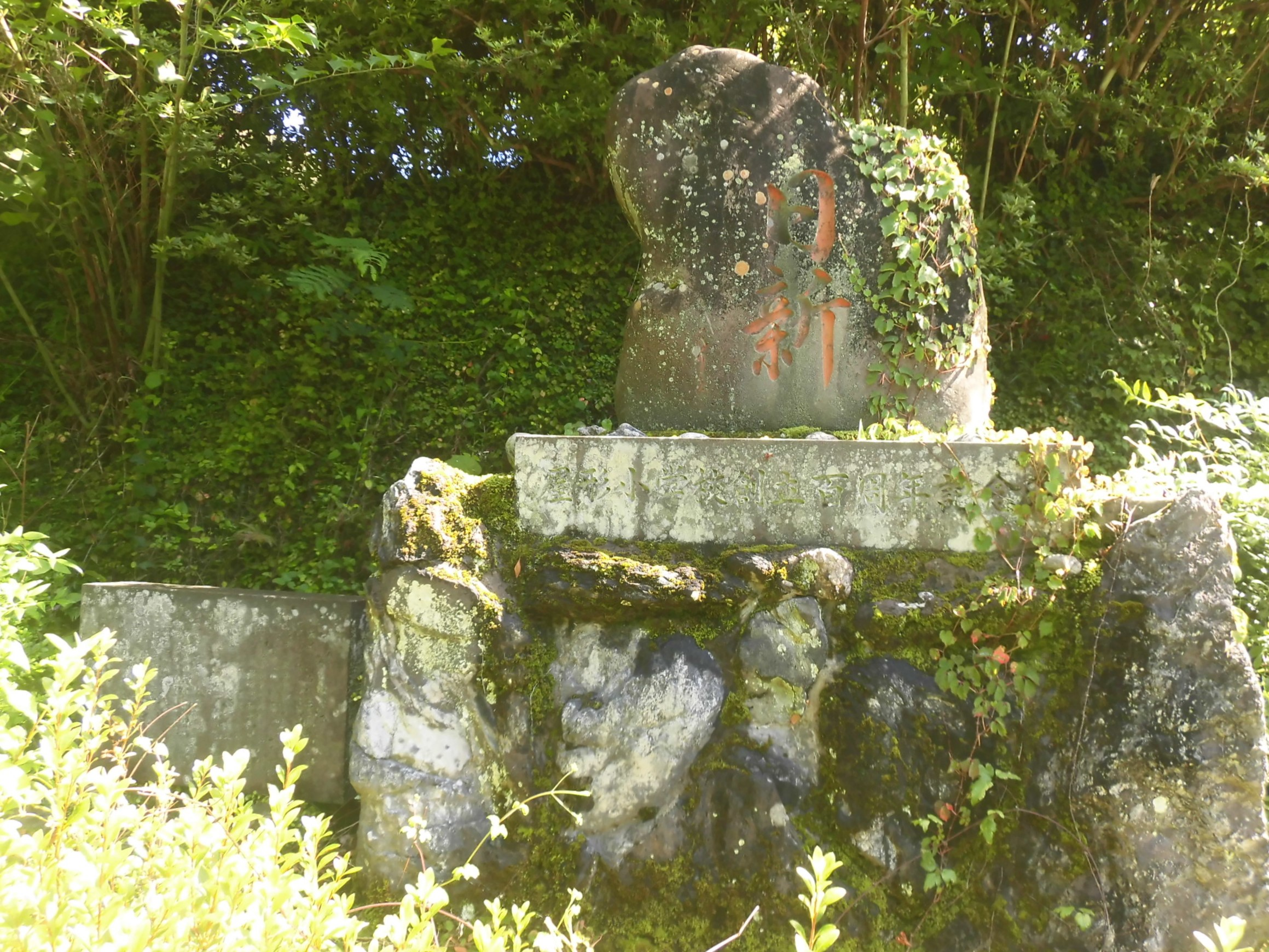
屋形小 創立100周年記念碑

旧・大川内小学校（おおかわうち）
- 1892年（明治25年）4月 -「屋形尋常小学校 大川内分教場」が設置される。
- 1929年（昭和4年）4月 -「屋形尋常高等小学校 大川内分教場」と改称。
- 1941年（昭和16年）4月1日 -「山江村屋形国民学校 大川内分教場」と改称。
- 1947年（昭和22年）4月1日 -「山江村立屋形小学校 大川内分校」と改称。
- 1963年（昭和38年）4月1日 - 屋形小学校から分離の上、「山江村立大川内小学校」（最終名）として独立。
- 1988年（昭和63年）3月31日 - 統合のため閉校。96年の歴史に幕を閉じた。
  - 最終所在地 - 熊本県球磨郡山江村万江大川内丙194番地（北緯32度20分54.4秒 東経130度43分49.2秒 / 北緯32.348444度 東経130.730333度）

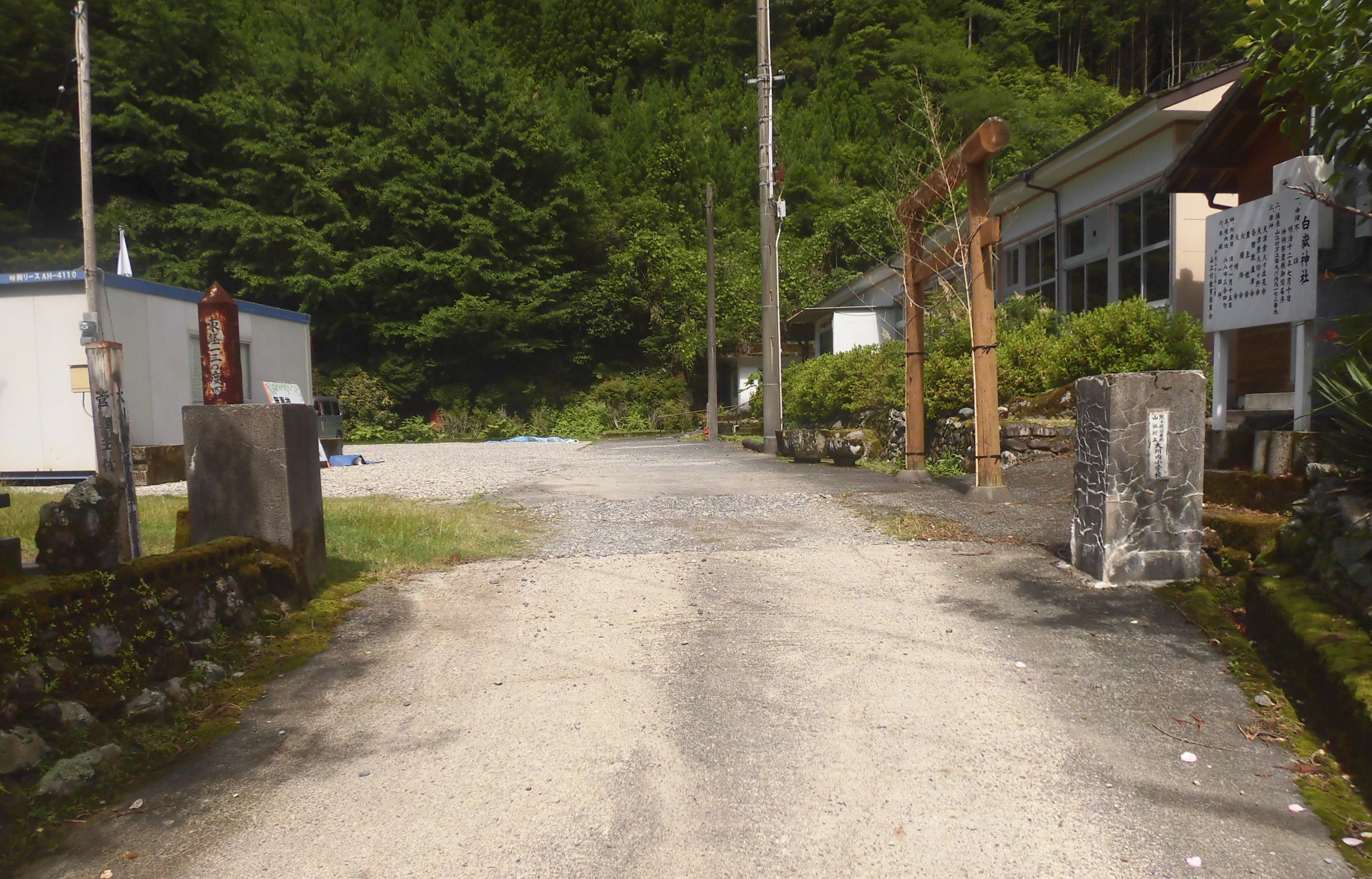
大川内小 正門
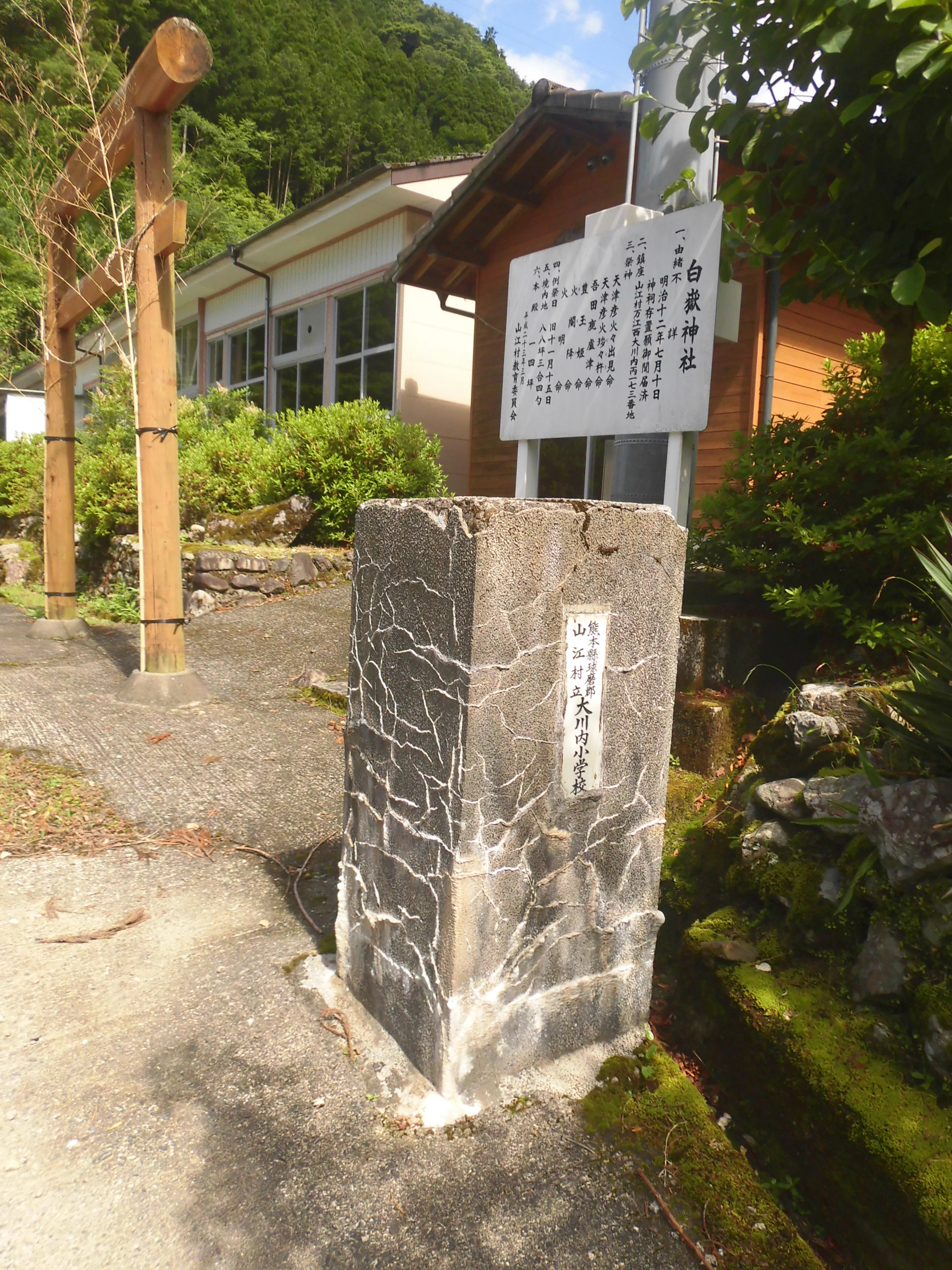
大川内小 校門門柱
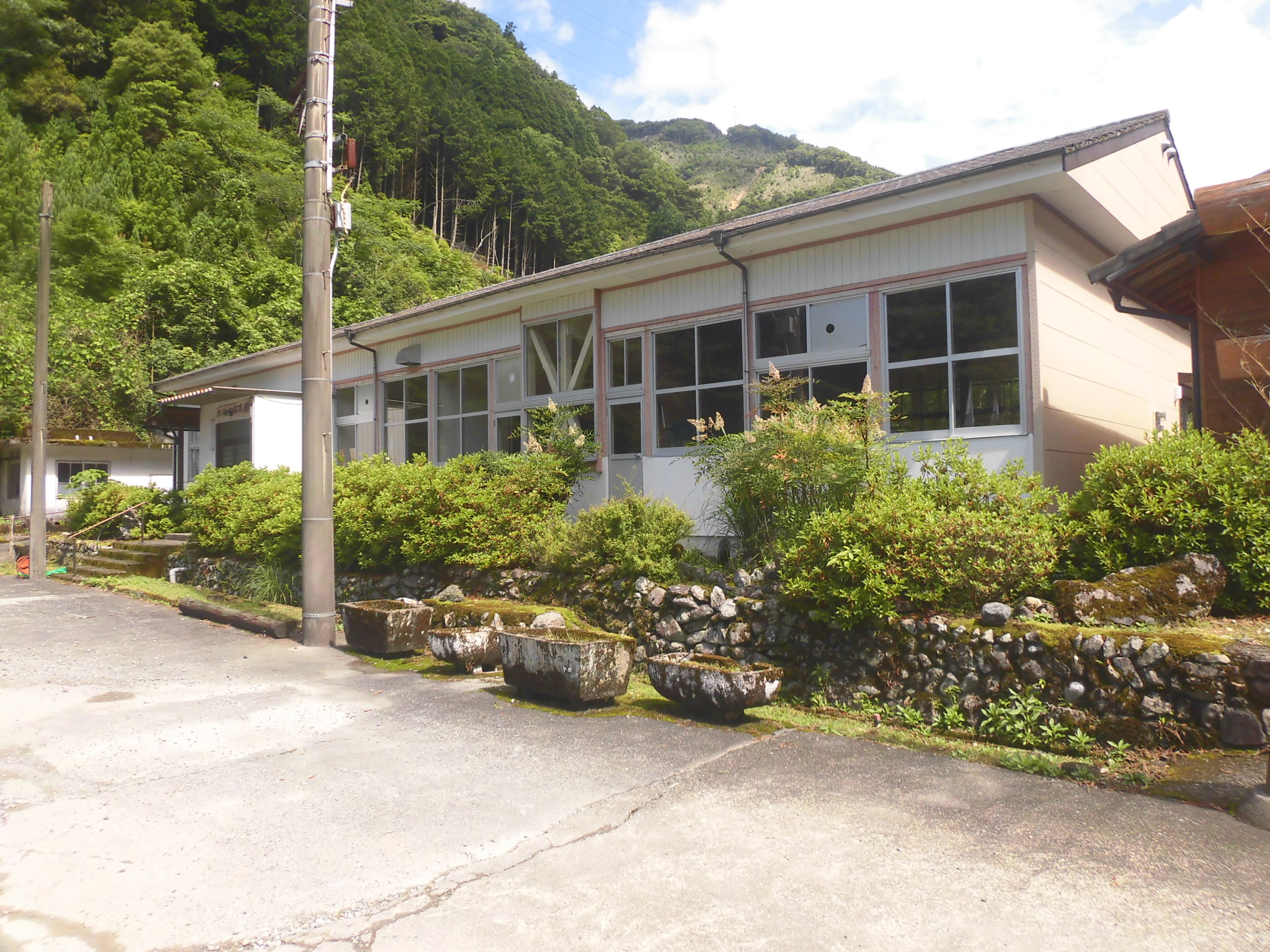
大川内小 校舎
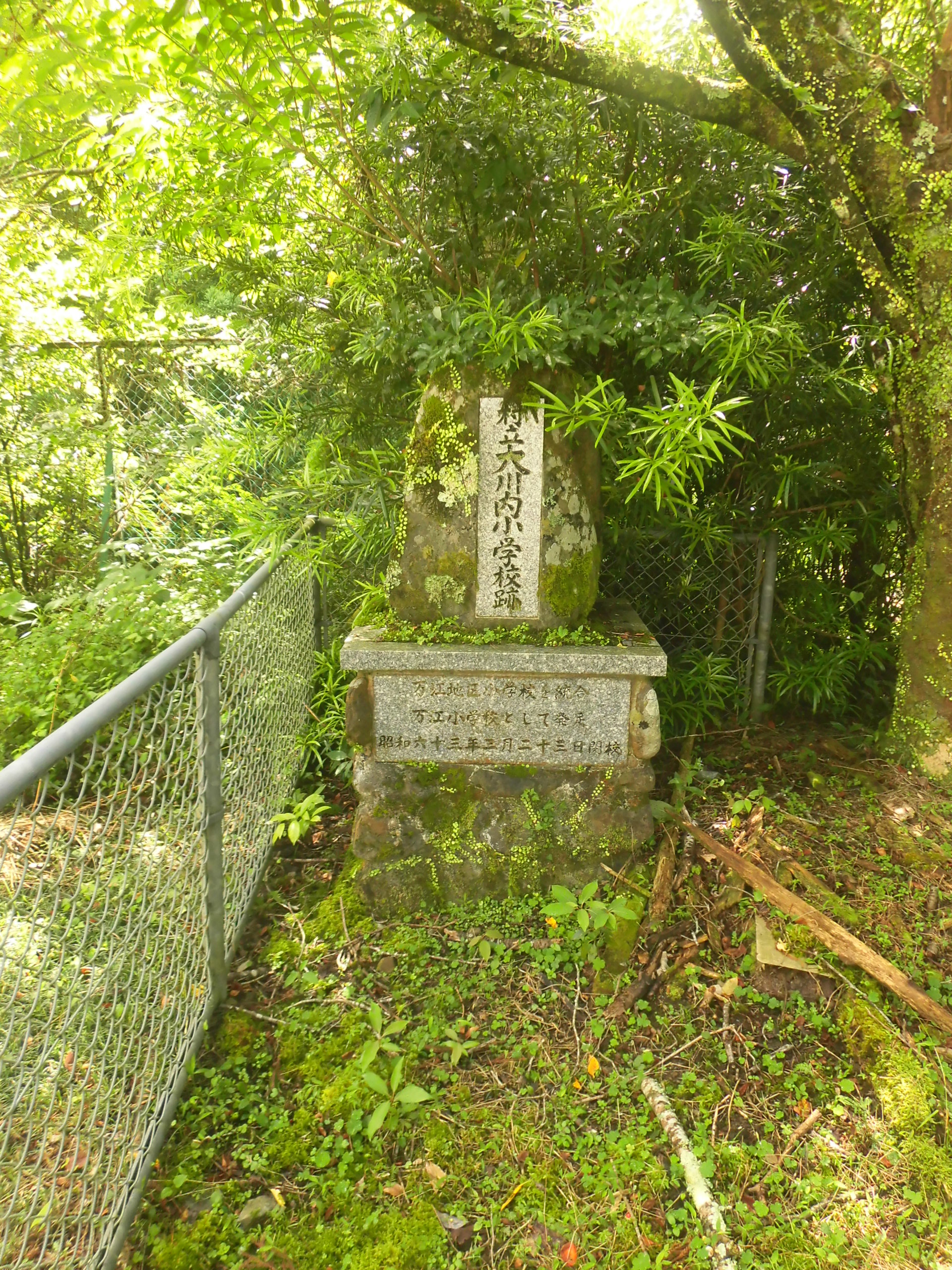
大川内小 閉校記念碑

旧・城内小学校（じょうない）
- 1874年（明治7年）4月 - 球磨郡万江村に「万江小学校」、「城内小学校」、「神園小学校」、「下之段小学校」が創立。寺院等を仮校舎に授業を開始。
- 1882年（明治15年）-「球磨郡十一番学区万江村公立城内小学校」に改称。
- 1887年（明治20年）- 「尋常山田小学校 城内支校」（分校）となる
- 1892年（明治25年）
  - 4月 - 山田尋常小学校から分離の上、「城内尋常小学校」として独立。
  - 11月 - 校舎を新築。
- 1896年（明治29年）11月 - 校舎を増築。
- 1898年（明治31年）- 校舎を増築。
- 1908年（明治41年）4月 - 改正小学校令により、尋常科（義務教育年限）が4年制から6年制に改められる。尋常科5年を新設。
- 1909年（明治42年）4月 - 尋常科6年を新設。
- 1910年（明治43年）- 校舎を増築。
- 1927年（昭和2年）4月 - 高等科（2年制）を併置の上、「城内尋常高等小学校」と改称。
- 1934年（昭和9年）7月 - 木造校舎を新築の上、移転を完了。
- 1941年（昭和16年）4月1日 - 国民学校令施行により、「山江村城内国民学校」と改称。尋常科を初等科に改める。
- 1947年（昭和22年）4月1日 - 学制改革により、新制小学校「山江村立城内小学校」（最終名）と改称。
- 1974年（昭和49年）- 創立100周年記念式典を挙行。
- 1988年（昭和63年）
  - 3月 - 校地内に統合・万江小学校の新校舎が完成。
  - 3月31日 - 統合のため閉校。114年の歴史に幕を閉じた。
  - 最終所在地 - 熊本県球磨郡山江村万江甲916番地（北緯32度15分33.2秒 東経130度44分51.8秒 / 北緯32.259222度 東経130.747722度）

旧・山田小学校尾寄崎分校（やまだ、およりさき）
- 1909年（明治42年）- 「山田尋常小学校 尾寄崎分教場」が設置される。
- 山江村立山田小学校#沿革を参照。
- 1947年（昭和22年）4月1日 - 学制改革により「山江村立山田小学校 尾寄崎分校」（最終名）に改称。
- 1978年（昭和53年）4月1日 - 休校となる。
- 1988年（昭和63年）3月31日 - 統合のため閉校。79年の歴史（休校期間を除くと69年）に幕を閉じた。
  - 最終所在地（尾寄崎分校）- 熊本県球磨郡山江村山田戊1116番地（北緯32度19分26.1秒 東経130度46分41.7秒 / 北緯32.323917度 東経130.778250度）

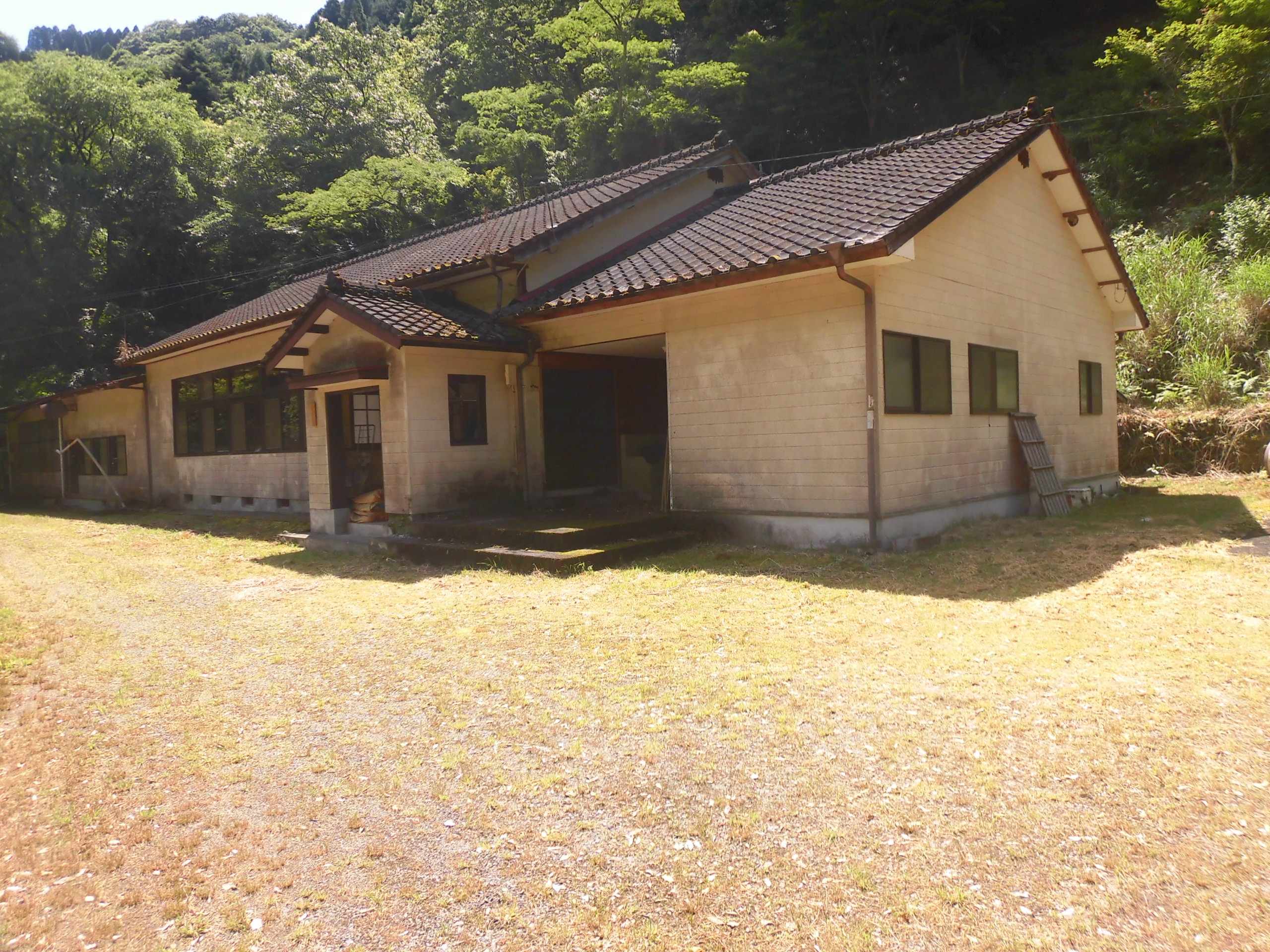
尾寄崎分校 校舎
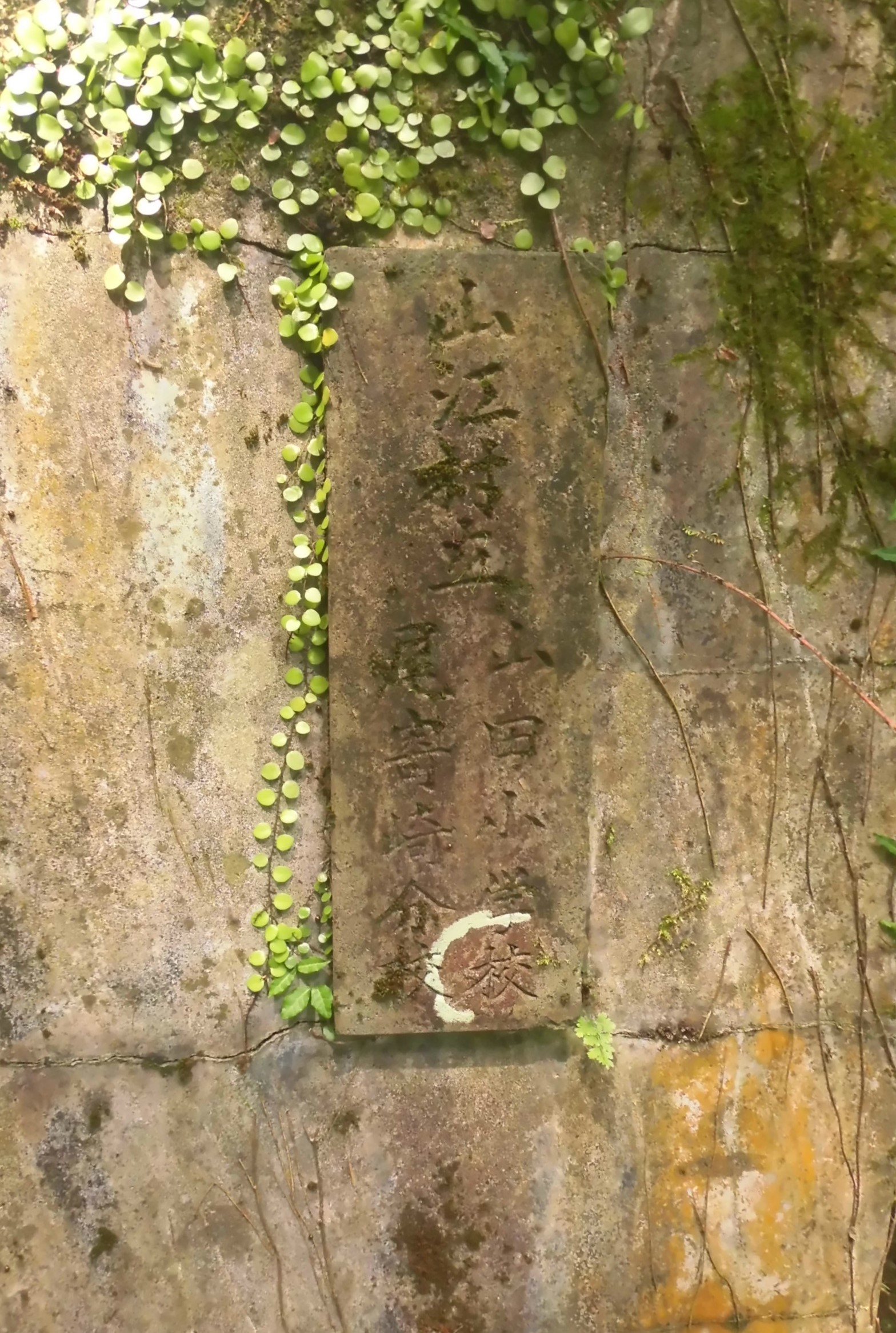
尾寄崎分校 門柱
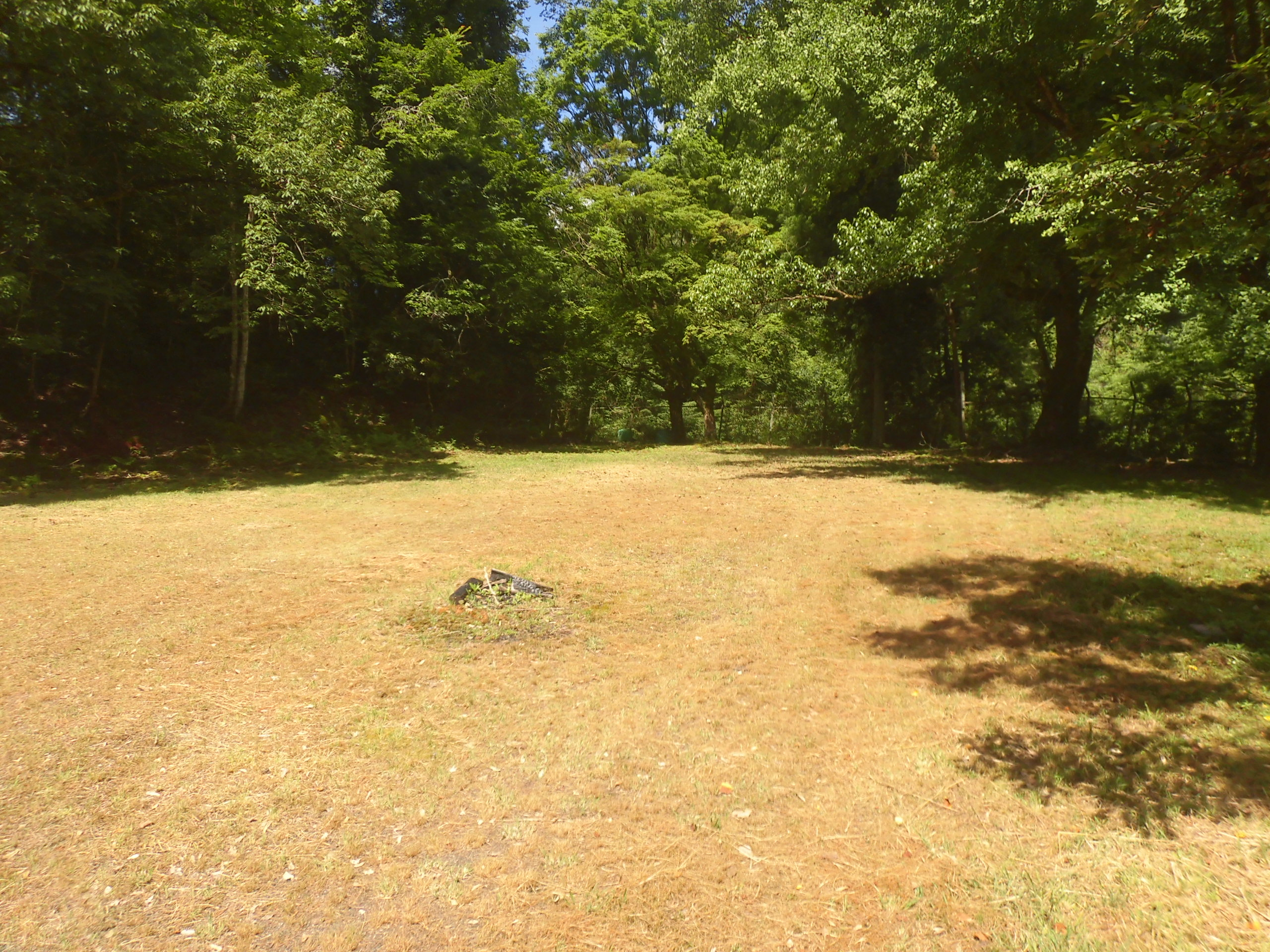
尾寄崎分校 運動場跡

統合・万江小学校
- 1988年（昭和63年）
  - 4月1日 - 山江村万江地区の小学校（屋形・大川内・城内・山田小尾寄崎分校）が統合し、「山江村立万江小学校」（現校名）が開校。児童数70（6学級）、職員数14。
  - 4月8日 - 開校式を挙行。
  - 6月 - スクールバスを足算瀬橋まで運行。
  - 9月 - ナイター照明が完成。
- 1989年（平成元年）
  - 3月 - 旧3校「校旗額」を設置。
  - 5月 - スクールバス路線を尾寄崎まで延長。
  - 6月 - ホタル養殖施設工事が完了。
- 1991年（平成3年）5月 - 多目的ホールステージが完成。
- 1992年（平成4年）4月 - ホタル飼育小屋が完成。
- 1999年（平成11年）3月 - パソコン室が完成。
- 2001年（平成13年）1月 - ビオトープが完成。
- 2009年（平成21年）9月 - 校舎塗装工事が完了。
- 2011年（平成23年）12月 - 学校応援団が発足。
- 2013年（平成25年）
  - 4月 - 特別支援学級を開設。
  - 8月 - 学校運営協議会が発足。
- 2018年（平成30年）3月 - 創立30周年記念式典を挙行。

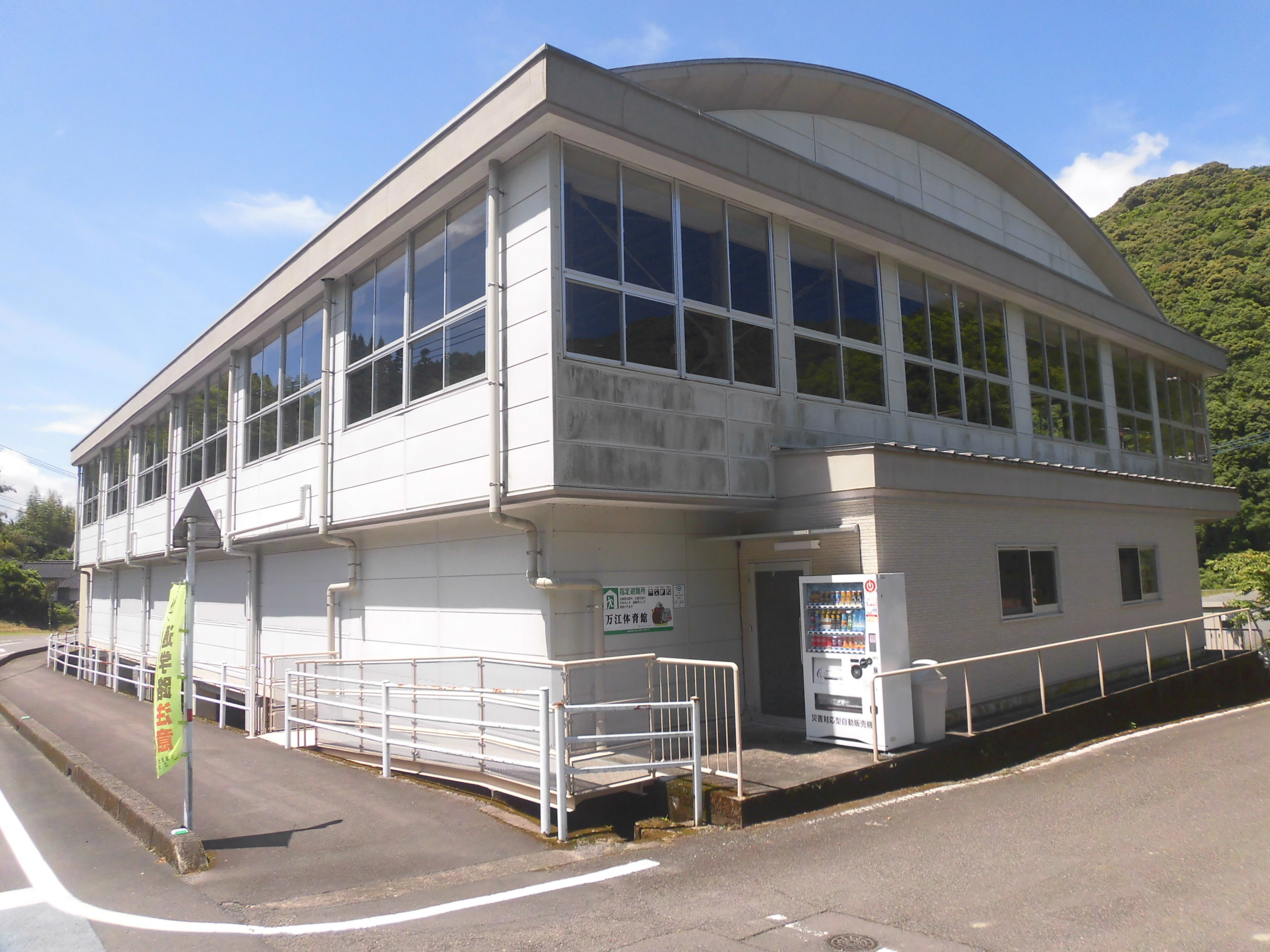
万江小 体育館
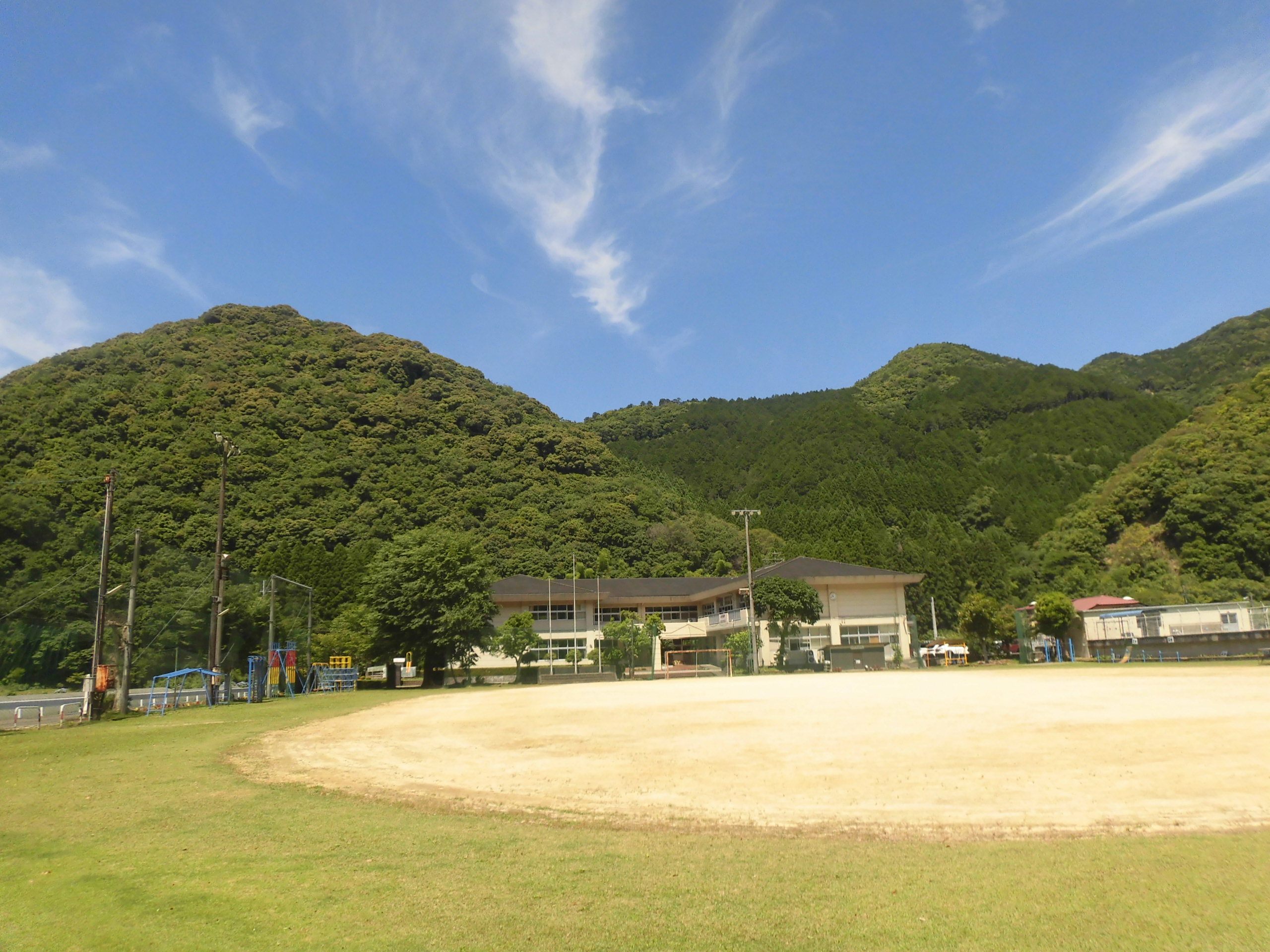
万江小 運動場

## 交通アクセス
最寄りの鉄道駅
- JR九州 肥薩線 「西人吉駅」・「人吉駅」

最寄りのバス停留所
- やまえ乗合バスまるおか号 万江線[2]

最寄りの幹線道路
- 熊本県道17号坂本人吉線
- 九州縦貫自動車道（高速道路）「人吉IC」

## 周辺
- 万江保育園
- まえ学童クラブ
- 万江阿蘇神社
- 万江川